# Alfabetizace

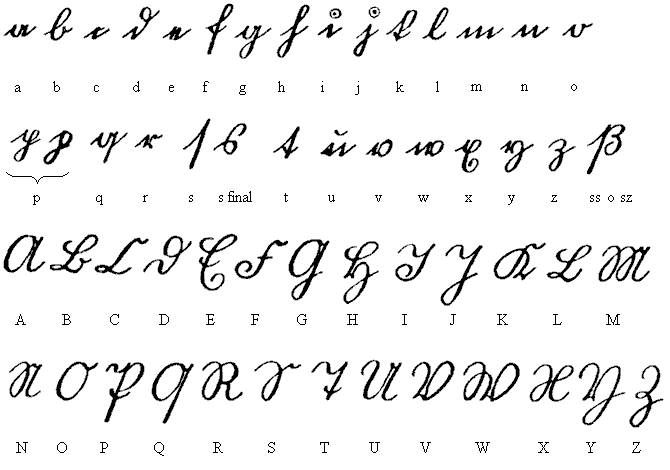
Abeceda

Alfabetizace je vzdělávací proces s cílem dosáhnout gramotnosti obyvatelstva ve čtení a psaní a porozumění textu. Bývá tak označována i schopnost číst číslice a alfabetizace tak bývá i synonymem celkové gramotnosti (negramotný jako analfabet). Realizovaná může být jak státem, tak širším útvarem - místní vládou, nevládními humanitárními organizacemi i pod záštitou UNESCO. Typicky se aplikuje v bývalých koloniích Afriky, Asie a Jižní Ameriky. Vyučováni jsou děti i dospělí ve smíšených třídách nebo může jít o třídy pouze pro ženy.

## Historie
V Evropě byly největší vlny alfabetizace na přelomu 18.-19. století (čtení náboženské literatury) a poté později, když došlo k širšímu zpřístupnění knih a periodik skrz knihovny nebo spolkové čítárny. Například ve Španělsku bylo v roce 1860 alfabetizace dosaženo u 24,4 % populace. Alfabetizace pak díky rostoucí čtenářské základně umožňuje i rozvoj literatury.
V rozvojových zemích je vedený často jako politická kampaň s cílem dosáhnout větší gramotnosti obyvatelstva. Známé jsou například alfabetizační kampaně na Kubě před revolucí a poté i po nástupu Fidela Castra k moci. V demokraciích se povinné kampaně a tlak na vyučování analfabetů mohou setkávat s odporem. Příkladem budiž povinnost vysokoškolských studentů vyučovat čtení a psaní v odlehlých oblastech Guatemaly jako podmínka promoce.
Známým expertem na alfabetizaci byl brazilský pedagog Paolo Freire, který od roku 1974 prováděl alfabetizaci dospělých v Brazílii, vyvinul k tomuto účelu i vlastní metodiku a později působil jako expert UNESCO.